# Milany
El Milany (anomenat també Castell de Milany, pel castell que es troba en aquesta serra) és una muntanya de 1.529 metres que es troba entre els municipis de Vidrà (Osona) i de Vallfogona de Ripollès (Ripollès).
Al cim s'hi troba un vèrtex geodèsic (referència 292089001).
Aquest cim està inclòs a la llista dels 100 cims de la FEEC.